# イリヤ・チャシュニク
イリヤ・グリゴリエヴィチ・チャシュニク（ロシア語: Илья Григорьевич Чашник, ラテン文字転写: Ilya Grigorevich Chashnik、1902年6月25日 - 1929年3月4日）は、ロシアの前衛芸術家である。抽象性を徹底した「シュプレマティスム」（絶対主義）のスタイルの画家、工芸家で、シュプレマティスムのスタイルの陶芸品のデザインもした。

## 略歴
ラドザ（Ludza、現ラトビア）でユダヤ人の家に生まれた。家族とヴィーツェプスク（現ベラルーシ）に移り、ヴィーツェプスクの美術学校でユーリ・ペンに学んだ。1919年にモスクワに移り、モスクワの美術学校（後のMoscow School of Painting, Sculpture and Architecture）で学び、1919年の夏にヴィーツェプスクに戻り、マルク・シャガールやカジミール・マレーヴィチ、エル・リシツキーらに学んだ。
「シュプレマティスム」の画家マレーヴィチの信奉者となり、1920年初めにニコライ・スエティン（Nikolai Michailowitsch Suetin）やラザール・チデケル（Lasar Chidekel）らと芸術家グループ「УНОВИС（Утвердители нового искусства＝新しい芸術の住人の略称、UNOWISとも）を設立した 。1920年に彼はラサール・チデケルとともに雑誌「Aero」を創刊した。
1922年にマレーヴィチを追ってペトログラード（サンクトペテルブルク）に移り、1923年から1926年まで国立芸術文化研究所（Институт художественной культуры）になる「芸術文化博物館（{{）」でマレーヴィチの助手になった。1926年に国立芸術文化研究所が解散した後は、建築家のアレクサンダー・ニコルスキー（Alexander Sergejewitsch Nikolski）の事務所で働いた 。
1922年から、ニコライ・スエティンとともにレニングラード（サンクトペテルブルク）のロモノソフ磁器工場で、シュプレマティズムのスタイルに基づいて磁器をデザインをした。1925年のパリ万国博覧会に出展し、1928年にはケルン新聞展（Pressa）に出展した。1927年からはレニングラードの建築最適化研究所（ISORAM）のワークショップの責任者を務めた 。
1929年に、虫垂炎の手術後に26歳で亡くなった。

## 作品

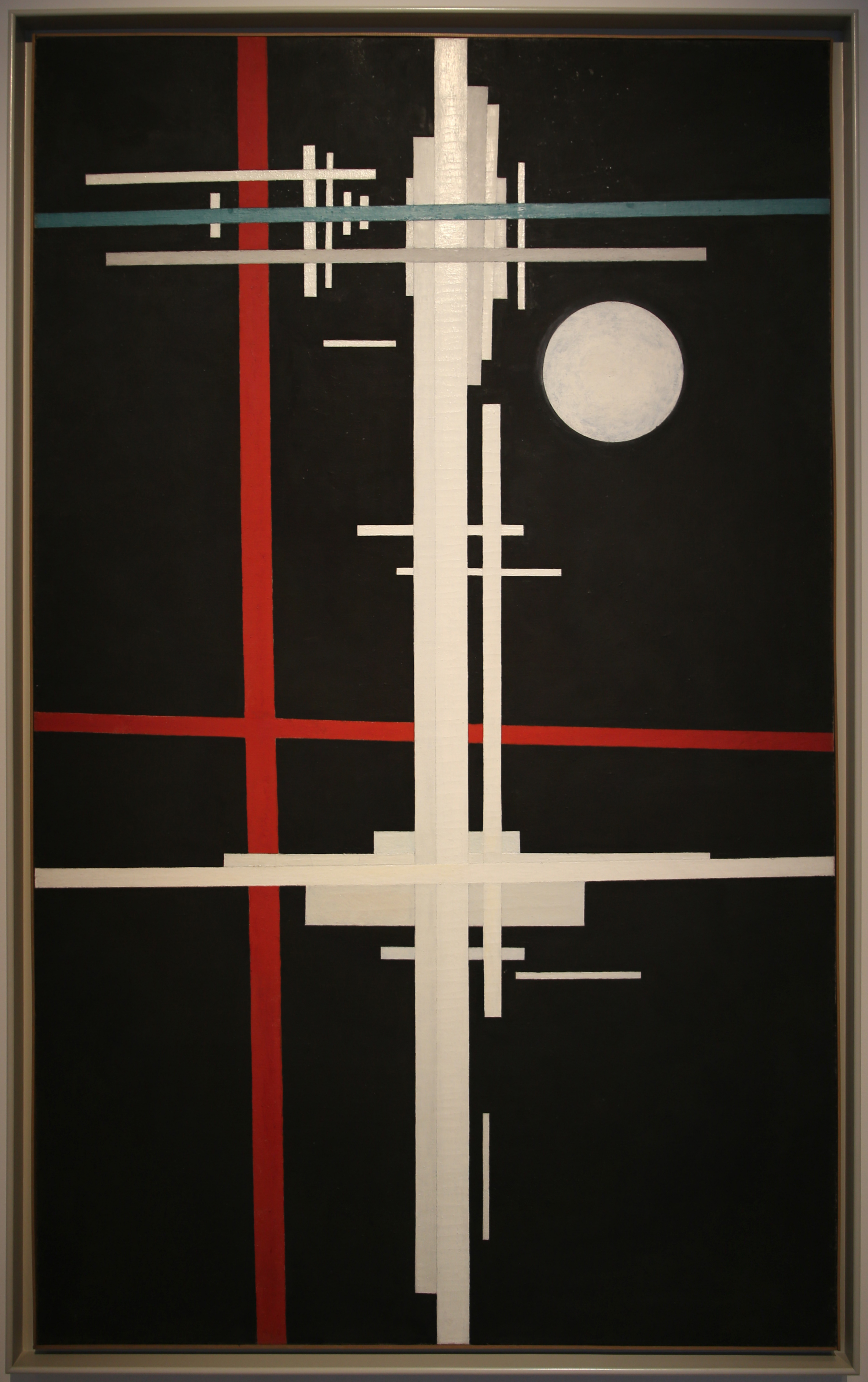
シュプレマティスムの作品(1923)
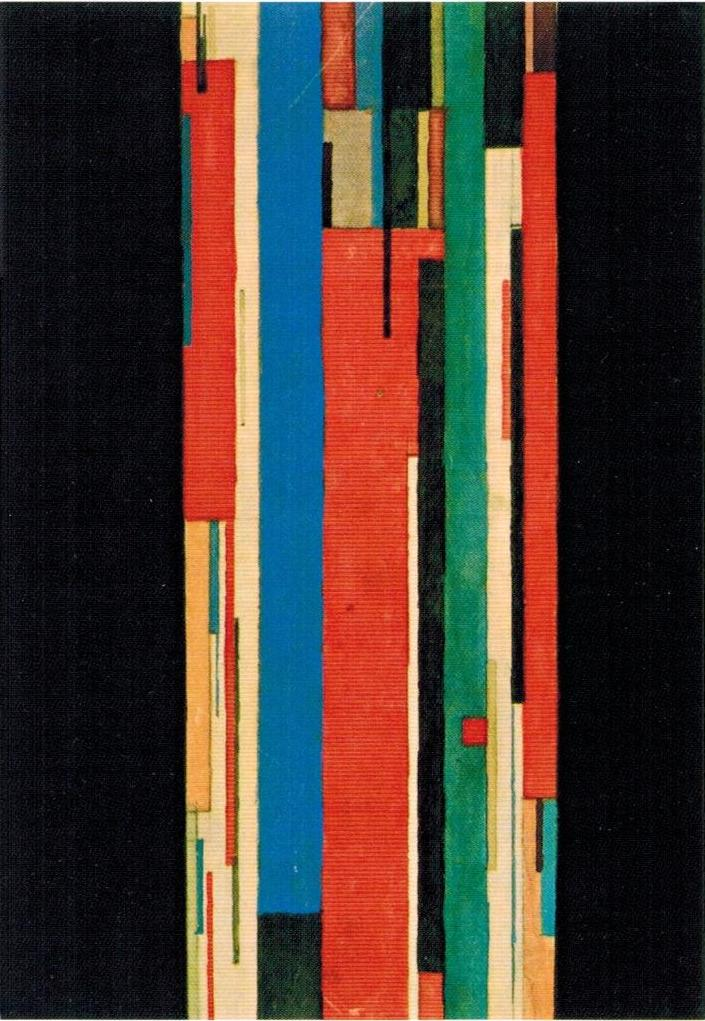
垂直に動く色彩の線(1923)
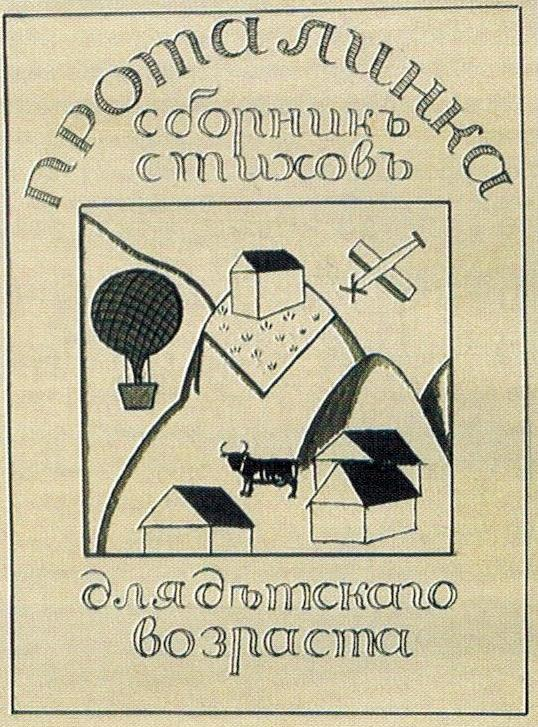
未発表の詩集の表紙デザイン(1919)
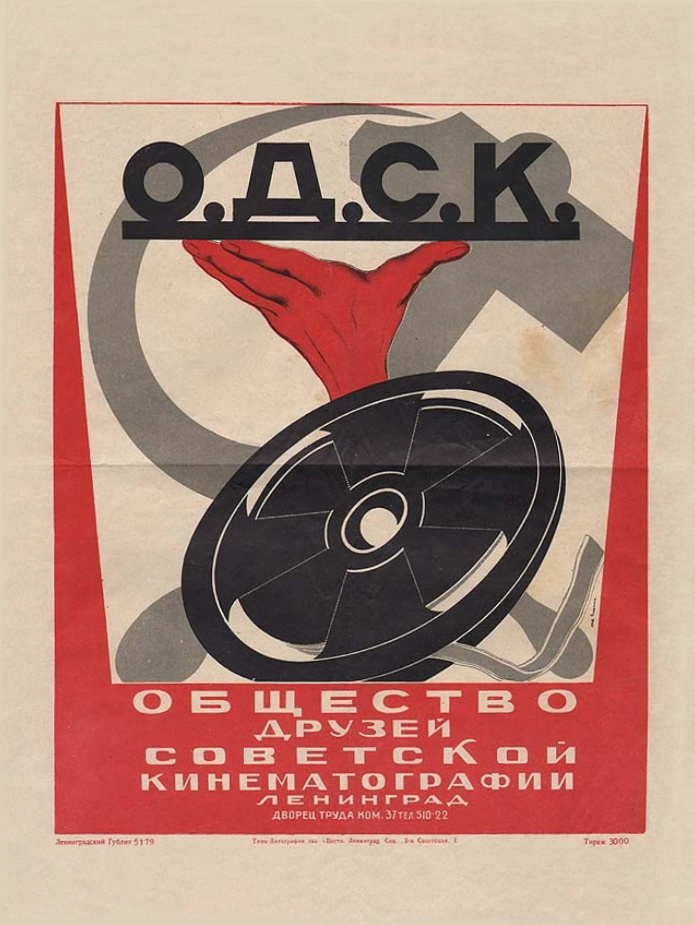
ソビエト映画友の会のポスター(1925/1928)